# The Clash
The Clash var ett brittiskt rockband bildat 1976 i London och splittrat 1986. Gruppen tillhörde den tidiga brittiska punkvågen. Bandets mest kända medlemmar var Joe Strummer (sångare, kompgitarrist), Mick Jones (sologitarrist, sångare), Paul Simonon (elbasist, bakgrundssångare) och Nicky "Topper" Headon (trumslagare och slagverkare). Deras tidiga fas kan jämföras med samtida band som Sex Pistols och det svenska Ebba Grön (som spelat många covers på The Clash). De flesta av låtarna skrevs av paret Strummer–Jones. Bandets musik är energifylld och texterna handlar om livet i 1970-talets London med rasism, klassmotsättningar och kravaller.

## Historia

### Bildandet
Mick Jones hade ett band kallat London SS, vars manager var Bernard Rhodes, "Bernie", som sedan skulle bli The Clashs manager. Strax innan detta band splittrades provsjöng även Paul Simonon utan att bitarna föll på plats. Efteråt kom de fram till att starta om med ett nytt band. Mick skulle lära Paul att spela gitarr, men då han aldrig spelat det förr orkade han aldrig lära sig det fullt ut. Istället spelade han bas.
De skaffade sig även en gitarrist, Keith Levene, och en trummis, Terry Chimes (även kallad Tory Crimes). Mick och Paul mötte Joe Strummer något senare och Bernard frågade honom om han ville gå med i bandet. Joe hade vid denna tid ett eget band (The 101'ers, som spelade pubrock) och hade större musikalisk erfarenhet än de andra. Joes riktiga namn var John Mellor, men han gick under en tid under namnet "Woody" Mellor. Innan John/Woody lämnade 101'ers för The Clash 31 maj 1976 hade han bytt namn till Joe Strummer. Keith lämnade senare bandet för att de andra inte tyckte att han var tillräckligt involverad. Något senare gick även Terry Chimes ur. Nu bestod bandet av Mick Jones, Paul Simonon och Joe Strummer. Paul föreslog namnet The Clash ("sammanstötning") efter att ha läst i tidningarna om upplopp. 

### Debuten och Give 'Em Enough Rope
De spelade in sitt första album, The Clash, 1977. Skivan gavs ut på skivbolaget CBS, vilket var kontroversiellt i punkkretsar. Punkfanzinet Sniffin' Glue levererade det senare berömda citatet "Punken dog den dag då The Clash skrev på för CBS". Klassiska låtar från denna tid är "White Riot", "London's Burning" och "White Man in Hammersmith Palais". I april gick Nicholas "Topper" Headon med i Clash. Deras andra platta, Give 'Em Enough Rope, blev en hit och gick upp på andraplatsen på den brittiska topplistan. Producent var hårdrocksproducenten Sandy Pearlman, som producerat bland annat Blue Öyster Cult, och produktionen är omdiskuterad. Den spred dock ut Clashs musik till många nya fans. Till en redan stark låtkatalog adderades nu låtar som "Tommy Gun" och "Safe European Home" (den sistnämnda om Joes och Micks första besök på Jamaica). 

### London Calling
Deras mest framgångsrika album blev det tredje, London Calling, som ofta rankats som ett av de bästa rockalbumen genom tiderna. Här som på andra skivor skrev Joe Strummer och Mick Jones de flesta låtarna. Starka låtar är titellåten, som tillsammans med "Clampdown" också blev singlar, samt "Jimmy Jazz", "Rudie Can't Fail", "Hateful", "The Card Cheat", "Spanish Bombs" och "Lost in the Supermarket". Den avslutande låten, Mick Jones "Train in Vain", kom in på ett så sent stadium att den inte angavs på originalskivomslaget. Paul Simonon bidrog med en The Harder They Come-inspirerad reggaelåt, kallad "Guns of Brixton". Skivan producerades av den egensinnige Guy Stevens, som tidigare varit producent åt Micks favoriter Mott the Hoople. Stevens sätt att bidra till energin vid inspelningen var att hoppa upp och ned framför musikerna samt att kasta stolar, en arbetsmetod som framskymtar i DVD:n som släpptes med jubileums-CD:n 2004. 

### Sandinista och Combat Rock
Den fjärde plattan var Sandinista! som var ett trippelalbum på 2 timmar och 24 minuter, detta trots att singeln som föregick skivan - den reggaedoftande "Bankrobber" - inte var inkluderad. Att Clash gav ut så många album, sades vara orsakat av vilja att bli fria från CBS. Både London Calling och Sandinista! var fördelaktigt prissatta. Efter det kom Combat Rock som var det sista albumet med Mick Jones och Topper Headon. Skivan innehåller bland annat hitsen "Should I Stay or Should I Go" och "Rock the Casbah". Mer representativ för Joe Strummers politiska låtskrivande är första singeln, "Know Your Rights". En annan stark låt är den suggestiva "Straight to Hell". 

### Cut the Crap och upplösning
Clash släppte sitt sista album, Cut the Crap, 1985, med bara Joe Strummer och Paul Simonon kvar från det ursprungliga gänget. Nya medlemmar var gitarristerna Nick Sheppard och Vince White och trummisen Pete Howard. Skivan ströks efteråt från deras officiella diskografi. I början av 1986 splittrades gruppen.

### Efter The Clash
Efter Clash startade Mick Jones ett nytt band, Big Audio Dynamite, (BAD), med bland andra DJ:n och videoregissören Don Letts. Joe Strummer gjorde ett gästspel som medlåtskrivare. Joe och Paul var också med i en BAD-video där de spelade poliser. BAD spelade rock mixad med dansmusik och olika inspelade loopar. Dansmusik hade även kommit att bli en del av senare perioders Clash ("This is Radio Clash", rap-låten "The Magnificent Seven"). Joe Strummer spelade ett tag med irländska folkrockarna The Pogues, efter att originalsångaren Shane McGowan lämnat det bandet. Joe har även gjort filmmusik, till Alex Coxs Walker, Black Hawk Down och Straight to Hell. 
År 1989 spelade Joe med i Jim Jarmuschs film Mystery Train. De sista åren av sitt liv spelade han in skivor och turnerade med kompbandet The Mescaleros. Musikstilen kan sägas ligga främst åt världsmusik-hållet. Han avled av en hjärtattack i december 2002. Bara någon vecka dessförinnan hade Joe återförenats på scen med Mick Jones i en stödgala för brandmän. I oktober 2003 (nästan ett år efter Strummers död) släpptes "Streetcore" med Joe Strummer & The Mescaleros som bland annat hyllades som "det bästa Strummer gjort sedan London Calling".
Paul Simonon har i tiden efter Clash främst ägnat sig åt målning.
Samtliga originalmedlemmar intervjuades av Don Letts i dennes film om bandet, Westway to the World från 2000.
The Clash, med uppsättningen Chimes, Headon, Jones, Simonon och Strummer, valdes 2003 in i Rock and Roll Hall of Fame.

## Medlemmar
Klassisk line-up
- Joe Strummer – sång, gitarr (1976–1986)
- Mick Jones – sång, gitarr (1976–1983)
- Paul Simonon – sång, basgitarr (1976–1986)
- Topper Headon – trummor, percussion (1977–1982)

Andra medlemmar
- Keith Levene – gitarr (1976)
- Terry Chimes – trummor, percussion (1976–1977, 1982–1983)
- Pete Howard – trummor, percussion (1983–1986)
- Nick Sheppard – gitarr, sång (1983–1986)
- Vince White – gitarr (1983–1986)

Bildgalleri

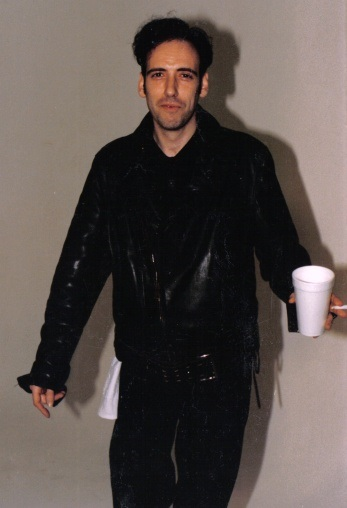
Mick Jones
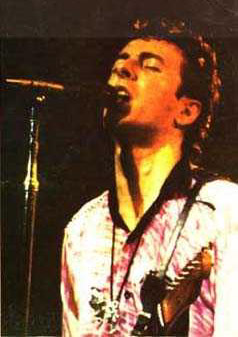
Joe Strummer
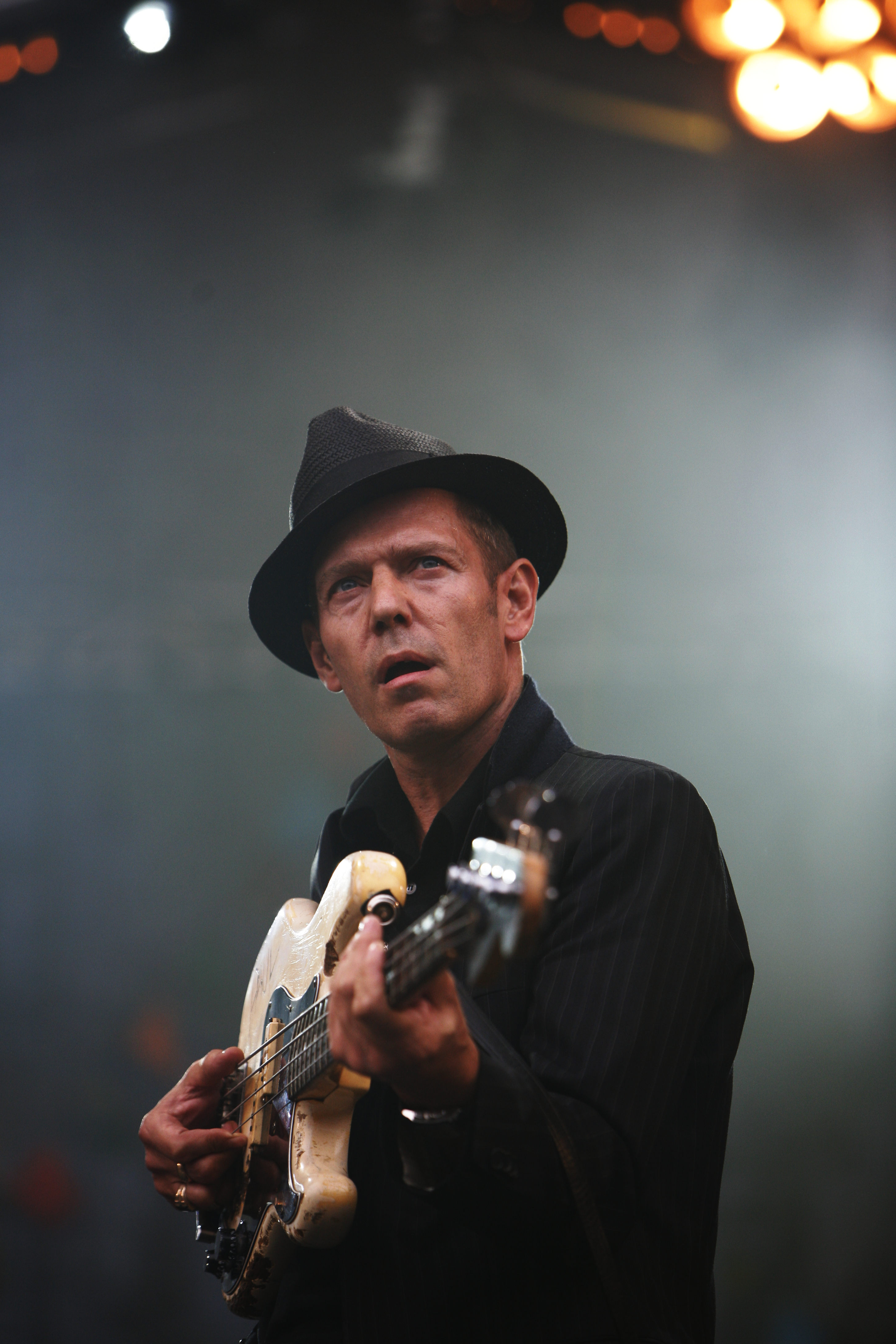
Paul Simonon
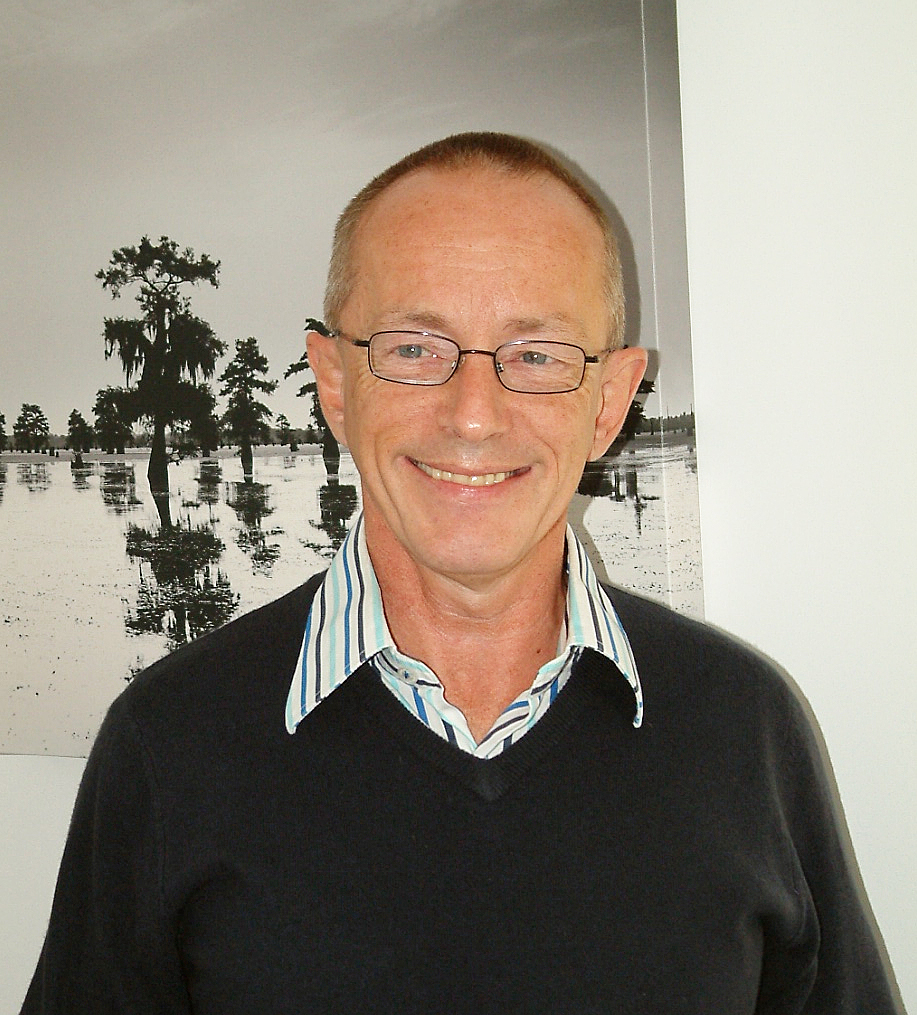
Topper Headon

## Diskografi

### Studioalbum
- 1977 – The Clash (UK)
- 1978 – Give 'Em Enough Rope
- 1979 – The Clash (US)
- 1979 – London Calling
- 1980 – Sandinista!
- 1982 – Combat Rock
- 1985 – Cut the Crap (Struken ur den officiella diskografin)

### Livealbum
- 1999 – From Here to Eternity: Live (Inspelningar från 1978-1982)
- 2008 – Live at Shea Stadium (Inspelat 1982)

### Samlingsalbum, specialutgåvor m.m.
- 1980 – Black Market Clash (B-sidesamling)
- 1980 – The Story of the Clash (Samlingsalbum)
- 1991 – Clash on Broadway (Box, 3 CD)
- 1993 – Super Black Market Clash (Utökad B-sidesamling)
- 1996 – The Singles (Singelsamling)
- 2003 – The Essential Clash (Samlingsalbum)
- 2004 – London Calling - 25th Anniversary Edition (Inklusive DVD med intervjuer och filmklipp från inspelningen)
- 2013 – The Clash Hits Back (Samlingsalbum, Dubbel-CD)